# Psilochira nycthemera
Psilochira nycthemera är en fjärilsart som beskrevs av Lambertus Johannes Toxopeus 1948. Psilochira nycthemera ingår i släktet Psilochira och familjen tofsspinnare. Inga underarter finns listade.